# Дітер Грауманн
Дітер Грауманн (нім. Dieter Graumann; нар. 20 серпня 1950 року як Давід Грауманн в місті Рамат-Ган) — ізраїльсько-німецький юрист і економіст. З 28 листопада 2010 року по 30 листопада 2014 року він був президентом Центральної ради євреїв Німеччини. У травні 2013 року Грауманн був обраний віце-президентом Світового єврейського конгресу.